# Cunevo
Cunevo (Cunéo o Cunéu in noneso) è una frazione di 602 abitanti del comune di Contà, nella provincia di Trento. Fino al 31 dicembre 2015 ha costituito un comune autonomo, che confinava con i comuni di Campodenno, Denno, Flavon, Terres e Tuenno. Il 1º gennaio 2016 il comune è stato soppresso e fuso nel nuovo comune assieme ai vicini comuni di Flavon e Terres.

## Storia

### Etimologia
L'etimologia non è molto chiara: il nome dovrebbe essere pre-latino.

### Ritrovamenti archeologici
La campagna per la conquista di Rezia ed arco alpino sotto Augusto, condotta da Druso e Tiberio tra il 16 e il 15 a.C. portò al consolidamento dei confini dell'impero augusteo nell'arco alpino. Con un editto del 46 d.C. l'imperatore Claudio concesse la cittadinanza romana agli Anauni, ai Sinduni e ai Tulliassi, come documenta la Tabula Clesiana. Anche nel paese di Cunevo sono stati trovati reperti archeologici risalenti al periodo romano, in particolare nel 1890 in località ai Plaggi un contadino, Luigi Job, trovò due tombe con corredo. Luigi de Campi descrisse questo ritrovamento, da assegnare al periodo tra la fine del III secolo e il IV secolo, che portò alla luce:
- frammenti di due crani;
- due secchielli e una ciotola in pietra ollare, resistente al fuoco, di cui restano molti ritrovamenti nelle Alpi centrali[10];
- un piatto di pietra rossa;
- un bicchiere di vetro frammentato[11]
- due coltelli di ferro;
- una fibbia ad anello in bronzo e un piccolo frammento di bulla.

### Età medievale
Nella parte alta del paese, in via Soradarì, sorge una torre che ora, notevolmente abbassata, è stata incorporata in un'abitazione privata. La torre doveva essere alta 20 metri e fu costruita probabilmente per scopi militari, come vedetta sul territorio circostante. È detta torre dei Sichèri (dal soprannome del proprietario di fine Ottocento, la sua costruzione dovrebbe risalire all'epoca alto-medievale, intorno all'XI secolo, periodo nel quale si hanno le prime notizie dei conti Flavon.
La prima menzione documentaria del paese di Cunevo si trova in un documento stilato ad Egna il 14 luglio 1203, nel quale il principe vescovo di Trento Corrado concede in feudo un castello a Nicolò ed Enrico di Egna. Tra i testimoni è citato Bozo da Cunedo. Nel 1214 invece troviamo un Altemanno di Cunevo presente come testimone alla rinuncia di un maso a Cortaccia da parte del conte Udalrico di Flavon. Un personaggio più influente nel Principato vescovile dell'epoca fu poi Adelpreto, in alcuni documenti indicato di Cunevo e in altri di Flavon, canonico della Cattedrale di Trento, che spesso compare nei documenti assieme al vescovo Egnone di Appiano tra il 1251 e il 1265.
Un altro episodio degno di nota di questo periodo fu la cessione nel 1254 da parte dei conti Flavon di Castel Flavon, conosciuto come Castel Haselburg prima dell'italianizzazione imposta da Ettore Tolomei, a Bonaventura, figlio di Svicherio di Cunevo. Il castello fu poi ceduto nel 1289, nel corso del processo di decadenza dei conti Flavon, dal notaio Alberto (o Adelpreto) di Cunevo che agì come procuratore del conte Ramberto di Flavon, a Morhard di Greifenstein, sostenitore della politica espansionistica di Mainardo II.

### I conti Spaur
Dopo la cessione da parte dei conti Flavon di tutti i loro diritti sulla contea alla fine del XIII secolo, intervallato da un periodo di capitanato dei signori di Coredo, la giurisdizione del Contà passò nel 1334 a Volcmaro di Burgstall, già capitano di Castel Sporo dal 1312, capostipite degli Spaur. I paesi del Contà non scrissero mai una carta di regola, caso piuttosto raro nelle comunità di Antico Regime, per questo motivo infatti nel 1758 furono richiamati da Giuseppe Gerolamo Ceschi, capitano del Circolo ai Confini d'Italia di Rovereto, a provvedere in tal senso, ma senza risultati. I conti Spaur inauguravano il primo novembre l'anno di reggenza con dei proclami che normavano la vita della comunità, ai quali i sudditi rappresentati dai sindaci (uno per paese) incaricati di tenere i rapporti fra le regole della comunità e i dinasti, dovevano sottostare.

### Simboli
Lo stemma era stato approvato con deliberazione della Giunta provinciale del 7 giugno 1985 n. 5237.
1) nel primo a sinistra in alto d'argento torre con tre merli alla sommità e due finestre aperte;
2) nel secondo in centro d'argento chiesa con campanile incorporato, una porta aperta e quattro finestre aperte nel campanile;
3) nel terzo a destra in basso d'argento casa con sovrastante una torricella a due piani coperta, nella casa ci sono tre finestre aperte e due nella torricella pure aperte.
Nella parte alta a destra fasce ondate spigolose d'azzurro e bianco, nella parte in basso a sinistra fasce oblique rosse e bianche.
Corona superiore da Comune.
Ornamenti: a destra una fronda d'alloro fogliata al naturale fruttata di rosso, a sinistra una fronda di quercia fogliata e ghiandifera al naturale, legata da un nodo d'oro.»
Nello stemma comunale erano raffigurati la torre merlata dell'antico Castel Corona, la chiesa di San Lorenzo e il Castel La Santa.
Il gonfalone era un drappo di bianco fiancheggiato di verde.

## Monumenti e luoghi d'interesse

### Architetture religiose
- Chiesa del Santissimo Redentore, parrocchiale.
- Chiesa di San Lorenzo.
- Chiesa di Santa Maria Maddalena nota anche come Castel La Santa, o semplicemente La Santa.

### Architetture militari
- Castel Corona.

## Geografia antropica
Il paese si trova in Val di Non, sulla destra del Noce, a 575 m s.l.m.
A mattina si estende l'avvallamento detto "Palù" chiuso dal lungo colle morenico "Luc" (612 m).
Cunevo ha le sue case sparse sulla falda del monte e dietro gli stanno le rosse rupi del Dosso Corona (1216 m) e la spianata di Pianezza (1224 m), tra le rupi del Corona e del Monte Corno (1962 m).
Proseguendo verso Termon si trova il dosso di Preda Cuca (641 m), dove è situato il complesso chiamato Castel La Santa, acquistato dal Seminario maggiore di Trento nel 1940, monastero di monaci agostiniani nel XIII secolo e in seguito convento dell'Ordine teutonico. All'interno del complesso è presente l'antica Chiesa di Santa Maria Maddalena.
Nella piazza del paese si trova la chiesa del Santissimo Redentore, costruita tra il 1858 e il 1862, con decorazioni pittoriche di Matteo Tevini (1939-1940). La piazza ospita anche casa Job.
Nella parte bassa del paese è presente la chiesa di San Lorenzo, che un tempo ospitava anche il cimitero. Degni di nota il portale rinascimentale con motivo a punta di diamante e rosette e i frammenti di un affresco realizzato nel 1490 da Giovanni Baschenis all'interno.
La strada che da Cunevo sale verso Malga Arza permette di arrivare ai ruderi di Castel Corona, ora accessibile soltanto mediante scale.

## Economia
Centro frutticolo di primo piano nella produzione delle mele.
Prima dell'avvento della coltivazione di questo frutto a farla da padrone erano cereali quali frumento, orzo, avena, miglio e segale. Altri prodotti introdotti dopo il Settecento furono la patata, il granoturco e il grano saraceno, inoltre erano piuttosto diffuse le viti e la bachicoltura.
A partire dal 1964 le tre società di frutticoltori delle frazioni del comune del Contà si aggregarono, dando vita al Consorzio Ortofrutticolo del Contà, con sede a Cunevo. Lo stemma scelto fu il leone degli Spaur che tra le zampe, al posto della tradizionale coppa, regge una mela.
Il paese copre una superficie di 558,74 ettari di cui 217,84 coltivati e 340,90 tenuti a bosco.

## Società

### Evoluzione demografica
Abitanti censiti

### Ripartizione linguistica
Nel censimento del 2001 il 8,61% della popolazione si è dichiarato "ladino".

## Sport
Nel paese di Cunevo ha sede la squadra di tamburello U.S. Corona Cunevo, che milita nel campionato di Serie D.
Inoltre il paese fa parte del territorio rappresentato dalle squadre di calcio e pallavolo dell'Unione Sportiva Bassa Anaunia. La prima squadra della società calcistica si trova in Promozione.